# Ардула, Эндель Яанович
Э́ндель Я́анович А́рдула (12 ноября 1922 года, Таллин — 21 мая 2000 года, Таллин) — электромонтёр Таллинского завода «Вольта» Министерства электротехнической промышленности СССР, Герой Социалистического Труда (20.04.1971), депутат Верховного Совета СССР.

## Биография
В 1940—1941 годах — электрик таллинского трамвайно-автобусного парка. После начала войны был эвакуирован в Казань, оттуда в феврале 1942 года призван в РККА.
Служил в Эстонском стрелковом корпусе, старший сержант. Награждён медалями «За боевые заслуги», «За победу над Германией в Великой Отечественной войне 1941—1945 гг.», орденом Отечественной войны II степени (06.11.1985).
Демобилизовался в 1946 году и вернулся на прежнюю должность в трамвайно-автобусном парке. С 1949 года — электромонтёр Таллинского электротехнического завода «Вольта».
Герой Социалистического Труда (20.04.1971). Награждён орденом Октябрьской революции (1976).
Депутат Совета Национальностей ВС СССР от Калининского избирательного округа № 450 Эстонской ССР.